# 버들쌀
버들쌀은 한국의 토종 쌀이다. 버들벼는 충청남도 공주 일대에서 재배되는 자포니카계 멥쌀 토종벼로, 벼 이삭이 익어갈수록 버드나무처럼 늘어지기 때문에 '버들벼'라는 이름이 붙었다. 맛의 방주에 등재되어 있다.

## 역사
《임원경제지》에 등장하는 오래된 재래 품종으로, 벼농사가 도입된 신석기 무렵부터 공주를 비롯한 충청도 일부 지역에서 재배돼 왔다.
일제 강점기 이후 토종 벼의 재배가 줄어들었고, 1960년대부터 정부의 고수량 품종 중심 정책으로 인해 버들벼는 급격히 감소했다다. 1980년대에는 사실상 멸종 위기에 처했지만, 최근 일부 지역에서 소규모 보존 재배와 축제를 통해 복원되고 있다.